# Coelogyne swaniana
Coelogyne swaniana é uma espécie de orquídea epífita, família Orchidaceae, originária da Malásia, Borneu e Sumatra.